# Собко Павло Іванович
Павло Іванович Собко (30.07.1988—25.04.2022) — громадський діяч, солдат Збройних сил України, учасник російсько-української війни, який загинув під час російського вторгнення в Україну.

## Життєпис
Народився 30.07.1988 року у місті Дудінка, Російська Федерація. Дитинство провів у селі Ревбинці (Чорнобаївський район, Черкаська область). Навчався в Херсонській державній морській академії. Був моряком далекого плавання. Працював на суднах електриком. З 2014 року був волонтером («Волонтери Черкащини. Група Койоти») та об'їздив усю лінію фронту, постачаючи спорядження та гуманітарні вантажі військовим; допомагав дітям з інвалідністю, вихованцям дитячих будинків Черкащини. 
Був одним із організаторів фестивалю нескореної нації «Холодний Яр». У 2015 балотувався до Черкаської обласної ради 7-го скликання від ВО «Свобода». Протягом 2018—2022 працював заступником керівника КП «Міськсвітло» Черкаської міської ради. 
З початком російського вторгнення в Україну в 2022 році пішов добровольцем до Черкаської ТРО. У квітні 2022 року прибув на підкріплення 24-ї механізованої бригади ЗС України. Загинув 25 квітня 2022 року від кулі снайпера в боях за Попасну Луганської області. Залишилися дружина та двоє дітей.

## Нагороди
- орден «За мужність» III ступеня (2022) (посмертно) — за особисту мужність і самовіддані дії, виявлені у захисті державного суверенітету та територіальної цілісності України, вірність військовій присязі.[5]
- «Захисник України — Герой Черкас» (2022) (посмертно).

## Вшанування пам'яті
- У Черкасах у грудні 2022 року на честь Павла Собка названо алею — «Алея Павла Собка», яка раніше мала назву «Алея ім. Генерала М. К. Путейка»[6].

## Галерея

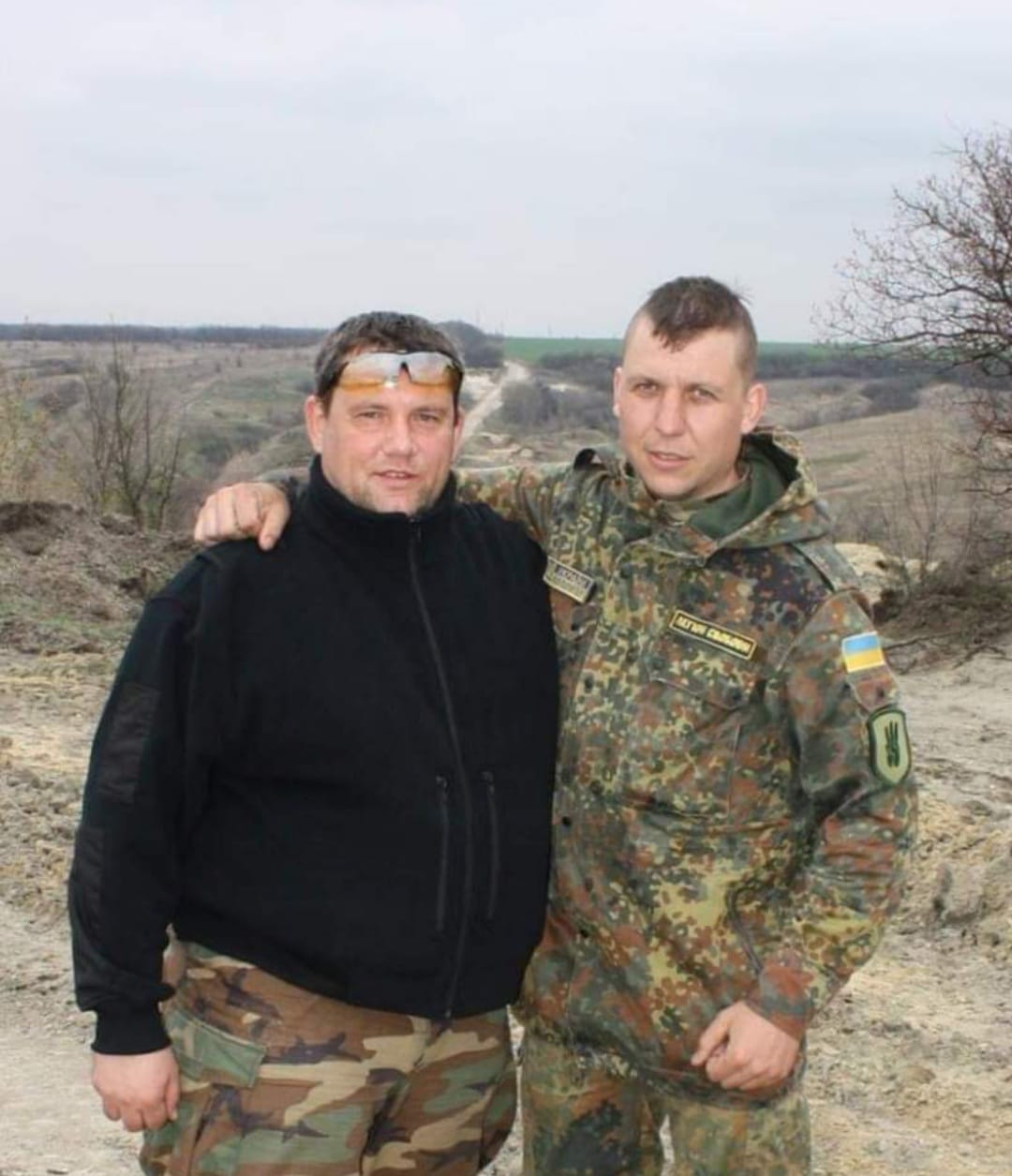
Павло Собко (праворуч) із побратимом
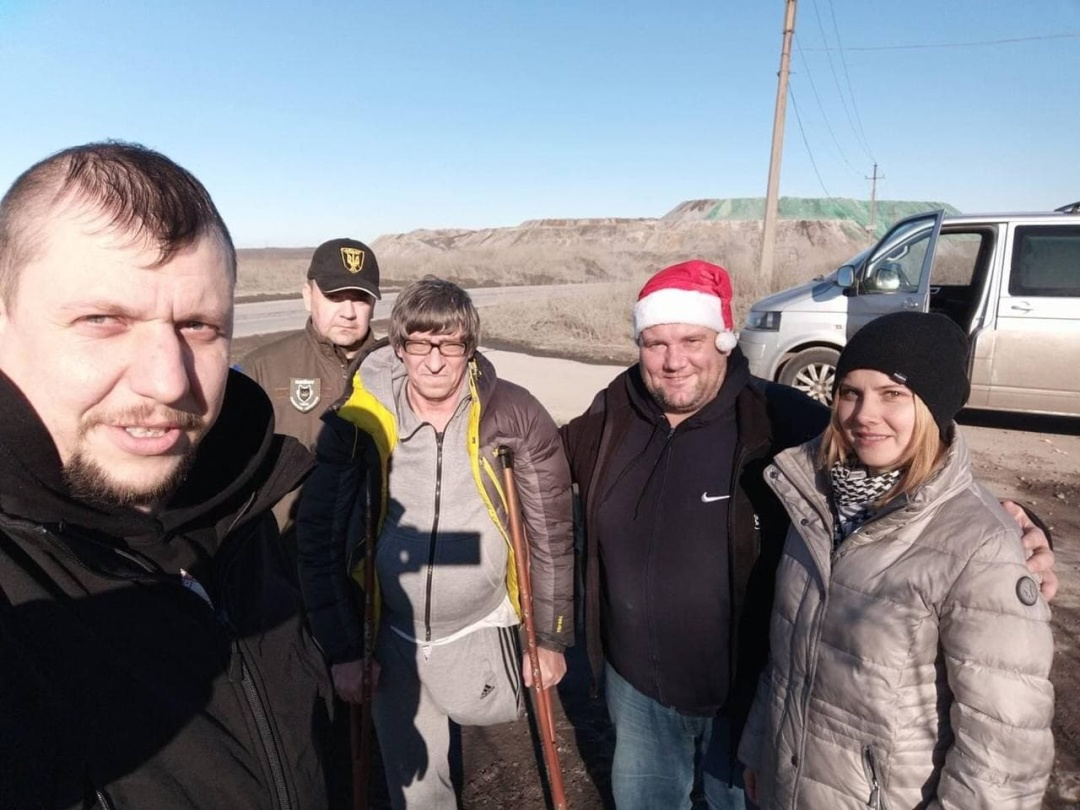
Павло Собко із членами волонтерської організації "Койоти"
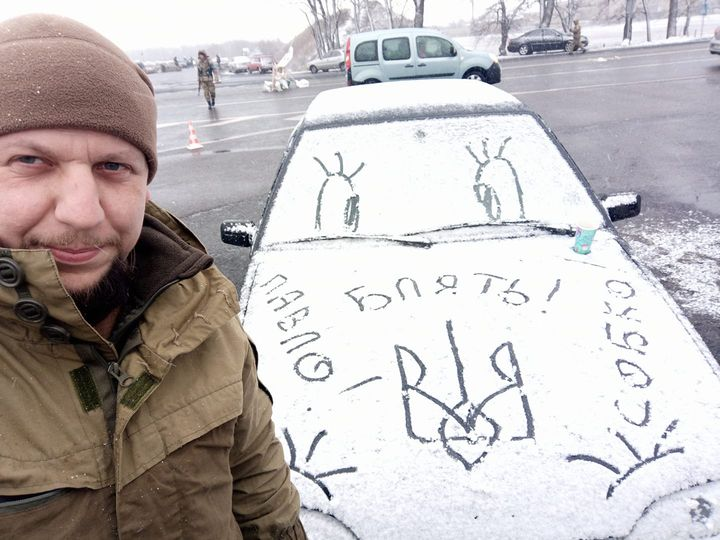
Павло Собко
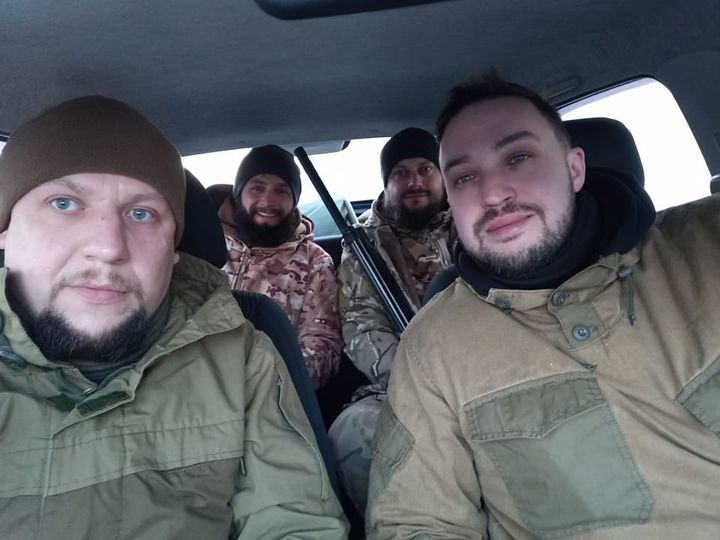
Павло Собко з побратимами на другий день війни